# Oxycilla basipallida
Oxycilla basipallida là một loài bướm đêm trong họ Erebidae.